# Liste der Bodendenkmäler in Deining
Auf dieser Seite sind die Bodendenkmäler in der Oberpfälzer Gemeinde Deining zusammengestellt. Diese Tabelle ist eine Teilliste der Liste der Bodendenkmäler in Bayern. Grundlage ist die Bayerische Denkmalliste, die auf Basis des Bayerischen Denkmalschutzgesetzes vom 1. Oktober 1973 erstmals erstellt wurde und seither durch das Bayerische Landesamt für Denkmalpflege geführt wird. Die folgenden Angaben ersetzen nicht die rechtsverbindliche Auskunft der Denkmalschutzbehörde.

## Bodendenkmäler in Deining
| Lage                                    | Objekt | Akten-Nr.     | Bild |
| --------------------------------------- | --- | ------------- | ---- |
| Deining (Standort)                      | Vorgeschichtlicher Bestattungsplatz mit Grabhügel. | D-3-6734-0032 |      |
| Deining (Standort)                      | Mittelalterlicher Burgstall, Wallanlage vor- und frühgeschichtlicher Zeitstellung. | D-3-6735-0001 |      |
| Seubersdorf in der Oberpfalz (Standort) | Vorgeschichtlicher Bestattungsplatz mit verebneten Grabhügeln. | D-3-6735-0005 |      |
| Deining (Standort)                      | Hohlwegefächer der Alten Straße. | D-3-6735-0008 |      |
| Deining (Standort)                      | Bestattungsplatz der Hallstattzeit mit Grabhügeln. | D-3-6735-0009 |      |
| Deining (Standort)                      | Bestattungsplatz der Bronzezeit und der Frühlatènezeit mit Grabhügeln. | D-3-6735-0010 |      |
| Deining (Standort)                      | Vorgeschichtlicher Bestattungsplatz mit verebneten Grabhügeln. | D-3-6735-0011 |      |
| Deining (Standort)                      | Vorgeschichtlicher Bestattungsplatz mit Grabhügeln. | D-3-6735-0012 |      |
| Deining (Standort)                      | Vorgeschichtlicher Bestattungsplatz mit 15 Grabhügeln. | D-3-6735-0013 |      |
| Deining (Standort)                      | Mittelalterlicher Burgstall. | D-3-6735-0015 |      |
| Deining (Standort)                      | Abschnittsbefestigung vor- und frühgeschichtlicher Zeitstellung. | D-3-6735-0016 |      |
| Deining (Standort)                      | Vorgeschichtlicher Bestattungsplatz mit Grabhügeln. | D-3-6735-0017 |      |
| Deining (Standort)                      | Vorgeschichtlicher Bestattungsplatz mit Grabhügeln. | D-3-6735-0018 |      |
| Deining (Standort)                      | Mesolithische Freilandstation, Siedlung der Späthallstatt-/Frühlatènezeit. | D-3-6735-0071 |      |
| Deining (Standort)                      | Archäologische Befunde des Mittelalters und der frühen Neuzeit im Bereich der Kath. Pfarrkirche St. Willibald in Deining, darunter die Spuren von Vorgängerbauten bzw. älterer Bauphasen.                | D-3-6735-0099 |      |
| Deining (Standort)                      | Archäologische Befunde des Mittelalters und der frühen Neuzeit im Bereich des ehem. Schlosses in Deining, darunter die Spuren von Vorgängerbauten bzw. älterer Bauphasen.                                | D-3-6735-0100 |      |
| Deining (Standort)                      | Archäologische Befunde des Mittelalters und der frühen Neuzeit im Bereich der Kath. Filialkirche St. Martin in Leutenbach, darunter die Spuren von Vorgängerbauten bzw. älterer Bauphasen.               | D-3-6735-0102 |      |
| Deining (Standort)                      | Archäologische Befunde des Mittelalters und der frühen Neuzeit im Bereich der Kath. Filialkirche St. Nikolaus in Tauernfeld, darunter die Spuren von Vorgängerbauten bzw. älterer Bauphasen.             | D-3-6735-0139 |      |
| Deining (Standort)                      | Archäologische Befunde des Mittelalters und der frühen Neuzeit im Bereich der Kath. Filialkirche St. Matthias in Mittersthal, darunter die Spuren von Vorgängerbauten bzw. älterer Bauphasen.            | D-3-6735-0143 |      |
| Deining (Standort)                      | Archäologische Befunde des Mittelalters und der frühen Neuzeit im Bereich der Kath. Filialkirche St. Pankraz in Siegenhofen, darunter die Spuren von Vorgängerbauten bzw. älterer Bauphasen.             | D-3-6735-0145 |      |
| Deining (Standort)                      | Archäologische Befunde des Mittelalters und der frühen Neuzeit im Bereich der Kath. Filialkirche St. Maria in Unterbuchfeld, darunter die Spuren von Vorgängerbauten bzw. älterer Bauphasen.             | D-3-6735-0147 |      |
| Deining (Standort)                      | Archäologische Befunde des Mittelalters und der frühen Neuzeit im Bereich der Kath. Filialkirche St. Jakobus Major in Oberbuchfeld, darunter die Spuren von Vorgängerbauten bzw. älterer Bauphasen.      | D-3-6735-0149 |      |
| Deining (Standort)                      | Mesolithische Freilandstation, Siedlung der Urnenfelderzeit. | D-3-6735-0153 |      |
| Deining (Standort)                      | Mesolithische Freilandstation, vorgeschichtliche Siedlung. | D-3-6735-0154 |      |
| Deining (Standort)                      | Mittelalterlicher Adelssitz. | D-3-6735-0155 |      |
| Deining (Standort)                      | Vorgeschichtlicher Bestattungsplatz mit Grabhügeln. | D-3-6735-0160 |      |
| Deining (Standort)                      | Vorgeschichtlicher Bestattungsplatz mit Grabhügeln. | D-3-6834-0092 |      |
| Deining (Standort)                      | Vorgeschichtlicher Bestattungsplatz mit Grabhügeln. | D-3-6834-0093 |      |
| Deining (Standort)                      | Vorgeschichtlicher Bestattungsplatz mit weitgehend verebneten Grabhügeln. | D-3-6834-0094 |      |
| Deining (Standort)                      | Archäologische Befunde des Mittelalters und der frühen Neuzeit im Bereich der Kath. Pfarrkirche St. Alban in Döllwang, darunter die Spuren von Vorgängerbauten bzw. älterer Bauphasen.                   | D-3-6834-0169 |      |
| Deining (Standort)                      | Vorgeschichtlicher Bestattungsplatz mit Grabhügeln. | D-3-6835-0020 |      |
| Deining (Standort)                      | Vorgeschichtlicher Bestattungsplatz mit Grabhügeln. | D-3-6835-0052 |      |
| Deining (Standort)                      | Vorgeschichtlicher Bestattungsplatz mit Grabhügeln. | D-3-6835-0053 |      |
| Deining (Standort)                      | Vorgeschichtlicher Bestattungsplatz mit Grabhügeln. | D-3-6835-0054 |      |
| Deining (Standort)                      | Siedlung der Urnenfelderzeit. | D-3-6835-0055 |      |
| Deining (Standort)                      | Vorgeschichtlicher Bestattungsplatz mit verebneten Grabhügeln. | D-3-6835-0056 |      |
| Deining (Standort)                      | Vorgeschichtlicher Bestattungsplatz mit verebneten Grabhügeln. | D-3-6835-0057 |      |
| Deining (Standort)                      | Vorgeschichtlicher Bestattungsplatz mit weitgehend verebneten Grabhügeln. | D-3-6835-0058 |      |
| Deining (Standort)                      | Vorgeschichtlicher Bestattungsplatz mit Grabhügeln. | D-3-6835-0059 |      |
| Deining (Standort)                      | Vorgeschichtlicher Bestattungsplatz mit verebneten Grabhügeln. | D-3-6835-0062 |      |
| Deining (Standort)                      | Archäologische Befunde und Funde des Mittelalters und der frühen Neuzeit im Bereich der Kath. Pfarrkirche St. Vitus in Großalfalterbach, darunter die Spuren von Vorgängerbauten bzw. älterer Bauphasen. | D-3-6835-0124 |      |
| Deining (Standort)                      | Archäologische Befunde des Mittelalters und der frühen Neuzeit im Bereich der Kath. Filialkirche St. Andreas in Kleinalfalterbach, darunter die Spuren von Vorgängerbauten bzw. älterer Bauphasen.       | D-3-6835-0128 |      |
| Deining (Standort)                      | Archäologische Befunde des Mittelalters und der frühen Neuzeit im Bereich der Kath. Pfarrkirche St. Leonhard in Waltersberg, darunter die Spuren von Vorgängerbauten bzw. älterer Bauphasen.             | D-3-6835-0130 |      |
| Deining (Standort)                      | Archäologische Befunde des Mittelalters und der frühen Neuzeit im Bereich der Kapelle St. Ulrich bei Labermühle, darunter die Spuren von Vorgängerbauten bzw. älterer Bauphasen.                         | D-3-6835-0132 |      |
| Deining (Standort)                      | Archäologische Befunde des Mittelalters und der frühen Neuzeit im Bereich der Kath. Filialkirche St. Johannes Baptist in Pirkach, darunter die Spuren von Vorgängerbauten bzw. älterer Bauphasen.        | D-3-6835-0134 |      |